# Koptische Schrift
Die koptische Schrift ist eine Alphabetschrift, die seit dem 2. Jahrhundert n. Chr. für die koptische Sprache verwendet wird und aus dem griechischen Alphabet hergeleitet ist. Die Form der Buchstaben weicht teilweise vom Griechischen ab, außerdem wurde die koptische Schrift um 8 Zeichen demotischen Ursprungs erweitert. Diese Zeichen wurden benötigt, um die mit dem griechischen Alphabet nicht darstellbaren Laute [ʃ], [f], [x], [h], [tš], [kʲ] sowie die Lautkombination [ti] zu schreiben. Im Gegensatz zum Demotischen konnten so erstmals in der Verschriftlichung des Ägyptischen auch Vokale geschrieben werden, was für die Erforschung der ägyptischen Vorgängersprachen von Bedeutung wurde. Insgesamt enthält das koptische Alphabet 32 Buchstaben.

## Geschichte der Schrift

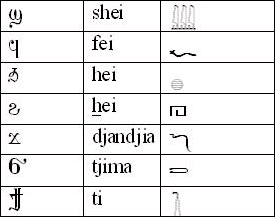
Verwandtschaft von Koptisch und Hieroglyphen

Seit der Eroberung Ägyptens 332–331 v. Chr. unter Alexander und der anschließenden ptolemäischen Herrschaft unterlag Ägypten einer intensiven Hellenisierung. So wurde Griechisch Verwaltungssprache. Kenntnisse der griechischen Sprache und Literatur und des griechischen Alphabets waren dadurch mit der Zeit weit verbreitet. Seit dem 1. Jahrhundert n. Chr. wurden in Ägypten einige Texte auf Mittelägyptisch oder Demotisch in der griechischen Schrift verfasst, die als altkoptische Schrift bekannt ist. Sie enthält demotische Zusatzbuchstaben für bestimmte, dem Griechischen fremde Laute. Die ersten Texte sind vor allem magische Texte wie der Papyrus BM 10808.
Seit der Christianisierung Ägyptens im 3./4. Jahrhundert wurden die älteren ägyptischen Schriften, also die Hieroglyphen, das Hieratische und die demotische Schrift vollständig aufgegeben; die in Ägypten lebenden Christen verfassten ägyptische Texte nun in einer modifizierten Form der griechischen Schrift, die nun als koptische Schrift bezeichnet wird.
Seit das Koptische als Umgangssprache vom Arabischen verdrängt wurde, ist die koptische Schrift nur noch in der Koptischen Kirche für liturgische Zwecke in Verwendung. Da eine Kenntnis des Koptischen nur noch in Ausnahmefällen vorhanden ist, sind die liturgischen Bücher als Bilinguen in Koptisch und Arabisch verfasst. Ein Mönch schrieb im 14. Jahrhundert die wohl letzte Originaldichtung dieser inklusive ihrer Vorstufen zeitlich am längsten genutzten Sprache der Menschheit im sahidischen Dialekt.
Seit dem 8. Jahrhundert n. Chr. wurde das im heutigen Sudan gesprochene Altnubisch mit der altnubischen Schrift geschrieben, die aus der koptischen Schrift abgeleitet ist.

## Das Schriftsystem und die Buchstaben
Im Gegensatz zu den zuvor für die Verschriftlichung des Ägyptischen angewandten Systemen ist die koptische Schrift eine Lautschrift, die Vokale und Konsonanten gleichermaßen berücksichtigt. Je nach Dialekt gibt es dabei etwa 30 Buchstaben; in der Regel stellt ein Buchstabe der koptischen Schrift ein Phonem dar, hierzu gibt es jedoch einige Ausnahmen. ⲑ th, ⲫ ph, ⲭ kh, ⲝ ks, ⲯ ps und ϯ ti sind in den meisten Dialekten Monogramme, die jeweils eine Folge zweier Phoneme repräsentieren. Umgekehrt können /y/ plene als ⲉⲓ und /w/ als ⲟⲩ geschrieben werden. Das Phonem /ʔ/ besitzt keinen korrespondierenden Buchstaben. Teilweise ist die koptische Schrift an den Phonen anstelle der Phoneme ausgerichtet, so wird /nō/ [nu] als ⲛⲟⲩ (nu) geschrieben. Außerdem konnten Konsonanten mit einem Supralinearstrich markiert werden, wenn sie silbisch standen.
Die folgende Liste gibt einen Überblick über das gesamte koptische Alphabet mit der lateinischen Transkription, den entsprechenden Phonemen und der rekonstruierten Aussprache. Dabei weichen die angegebenen Phoneme teilweise dialektabhängig ab; die rekonstruierte Aussprache bezieht sich nur auf genuin koptische Wörter, während die Aussprache bei griechischen Wörtern teilweise abwich.
Näheres zur in der letzten Spalte angedeuteten Darstellung von Zahlen findet sich im Artikel Koptische Zahlen.
| Zeichen | Zeichen | Name      | Übersetzung | Entsprechendes Phonem | Rekonstruierter Lautwert | Zahlwert |
| Bild    | Unicode | Name      | Übersetzung | Entsprechendes Phonem | Rekonstruierter Lautwert | Zahlwert |
| ------- | ------- | --------- | ----------- | --------------------- | ------------------------ | -------- |
|         | Ⲁ, ⲁ    | alpʰa     | a           | /a/                   | [a]                      | 1        |
|         | Ⲃ, ⲃ    | bēta      | b           | /b/                   | [β]                      | 2        |
|         | Ⲅ, ⲅ    | gamma     | g           | /g/, /k/              | [g]                      | 3        |
|         | Ⲇ, ⲇ    | dalda     | d           | /d/, /t/              | [d]                      | 4        |
|         | Ⲉ, ⲉ    | ei        | e           | /e/                   | [e]                      | 5        |
|         | Ⲋ, ⲋ    | sou       | ─           | ─                     | ─                        | (6)      |
|         | Ⲍ, ⲍ    | zēta      | z           | /s/, /z/              | [z]                      | 7        |
|         | Ⲏ, ⲏ    | ēta       | ē           | /eː/                  | [eː]                     | 8        |
|         | Ⲑ, ⲑ    | tʰēta     | tʰ          | /th/, /tʰ/            | [tʰ]                     | 9        |
|         | Ⲓ, ⲓ    | iōta      | i           | /j/                   | [i], [j]                 | 10       |
|         | Ⲕ, ⲕ    | kappa     | k           | /k/                   | [k]                      | 20       |
|         | Ⲗ, ⲗ    | laula     | l           | /l/                   | [l]                      | 30       |
|         | Ⲙ, ⲙ    | mē        | m           | /m/                   | [m]                      | 40       |
|         | Ⲛ, ⲛ    | nē        | n           | /n/                   | [n]                      | 50       |
|         | Ⲝ, ⲝ    | kˢi       | kˢ          | /ks/                  | [ks]                     | 60       |
|         | Ⲟ, ⲟ    | ou        | o           | /o/                   | [o]                      | 70       |
|         | Ⲡ, ⲡ    | pi        | p           | /p/                   | [p]                      | 80       |
|         | Ⲣ, ⲣ    | rō        | r           | /r/                   | [r]                      | 100      |
|         | Ⲥ, ⲥ    | sēmma     | s           | /s/                   | [s]                      | 200      |
|         | Ⲧ, ⲧ    | tau       | t           | /t/                   | [t]                      | 300      |
|         | Ⲩ, ⲩ    | he        | u           | /w/                   | [u], [w]                 | 400      |
|         | Ⲫ, ⲫ    | pʰi       | pʰ          | /ph/, /pʰ/            | [pʰ]                     | 500      |
|         | Ⲭ, ⲭ    | kʰi       | kʰ          | /kh/, /kʰ/            | [kʰ]                     | 600      |
|         | Ⲯ, ⲯ    | pˢi       | pˢ          | /ps/                  | [ps]                     | 700      |
|         | Ⲱ, ⲱ    | ō         | ō           | /oː/                  | [oː]                     | 800      |
|         | Ϣ, ϣ    | šai       | š           | /ʃ/                   | [ʃ]                      | ─        |
|         | Ϥ, ϥ    | fai       | f           | /f/                   | [f]                      | 90       |
|         | Ϧ, ϧ    | ḫai       | ḫ           | /x/                   | [x]                      | ─        |
|         | Ϩ, ϩ    | hori      | h           | /h/                   | [h]                      | ─        |
|         | Ϫ, ϫ    | ḏanḏia    | č, ḏ, j     | /t͡ʃ/                  | [t͡ʃ]                     | ─        |
|         | Ϭ, ϭ    | čima      | č, kʲ       | /kʲ/                  | [kʲ]                     | ─        |
|         | Ϯ, ϯ    | ti        | ti          | /ti/                  | [ti]                     | ─        |
|         | Ⳁ, ⳁ    | pˢis ənše | ─           | ─                     | ─                        | 900      |

## Koptisch in Unicode
Unicode kodiert die koptische Schrift im Unicode-Block Koptisch, Unicode-Block Griechisch und Koptisch und die hauptsächlich im Bohairischen verwendeten speziellen Zahlzeichen unter Unicodeblock Koptische Zahlzeichen.